# David E. Finley, Jr.
David Edward Finley, Jr. (* 1. September 1890 in York, South Carolina; † 1. Februar 1977 in Georgetown, Washington, D.C.) war ein US-amerikanischer Jurist und Museumsdirektor.

## Leben
Sein Vater war der Politiker David E. Finley. Finley studierte an der University of South Carolina und an der George Washington University Rechtswissenschaften. Von 1910 bis 1915 war er im Wahlkampfteam seines Vaters tätig. Danach arbeitete er als Rechtsanwalt. Im Ersten Weltkrieg war er in der United States Army Air Service eingezogen und im Kriegsministerium der Vereinigten Staaten tätig. Ab 1921 war er als Jurist für das Finanzministerium der Vereinigten Staaten tätig, wo er den US-amerikanischen Finanzminister Andrew W. Mellon kennenlernte und für dessen Büro arbeite. Von 1938 bis 1956 war Finley Museumsdirektor der neu gegründeten National Gallery of Art in Washington, D.C. Im Zweiten Weltkrieg war er für die Zweite Roberts-Kommission von Richter Owen Roberts und war für das Kriegsministerium der Vereinigten Staaten tätig. 1947 gründete er die gemeinnützige Organisation National Trust for Historic Preservation, deren Vorsitzender er für 12 Jahre war. Seit 1931 war er mit der Bildhauerin und Architektin Margaret Morton Eustis (1903–1977) verheiratet.

## Werke (Auswahl)
- History of the National Trust for Historic Preservation, Washington, 1965
- A Standard of Excellence, Andrew Mellon Founds the National Gallery of Art at Washington, Smithsonian Institution Press (1973) ISBN 0-87474-132-7

## Auszeichnungen und Preise (Auswahl)
- 1957: Distinguished Service Medal der Theodore Roosevelt Memorial Association
- 1968: Smithsonian’s Joseph Henry Medaille